# Casino Santjustenc
El Casino Santjustenc o Casino dels Senyors és un edifici del municipi de Sant Just Desvern (Baix Llobregat) que forma part de l'Inventari del Patrimoni Arquitectònic de Catalunya. En el 1923 es realitzà el projecte per a en Josep Siches i Gils.

## Descripció
És un edifici de planta baixa i pis, amb un segon pis enretirat, acabat amb coberta plana protegida per una balustrada clàssica i amb una torre central que presideix el conjunt i que és una fita visual d'importància. Cal remarcar la seva raresa formal, augmentada per la seva ubicació, al fons d'un passatge per a vianants, el color blau de la fusteria i les possibles reformes en l'edifici original. Modernament se li ha afegit un pis i una pèrgola.